# Hildebrand Bijleveld
Hildebrand Bijleveld (Harlingen, 1965) is een Nederlands journalist,  presentator, programmamaker en mediaondernemer.

## Leven en werk
Bijleveld werd in 1965 in Harlingen geboren. Hij begon zijn carrière als journalist bij Weekblad Schuttevaer, het Friesch Dagblad en de Evangelische Omroep (EO). In 1995 en 1996 was hij presentator van  het programma TweeVandaag en daarna was hij ook presentator van de EO-actualiteitenrubriek Tijdsein. Vervolgens werkte hij als docent journalistiek aan de Evangelische School voor Journalistiek. Nadien was Bijleveld werkzaam als verslaggever voor het Algemeen Nederlands Persbureau. In 2000 ging hij naar Soedan en richtte hij aldaar verscheidene mediaprojecten op, waaronder de in 2005 opgerichte Engelstalige krant The Juba Post. Bijleveld was algemeen directeur en hoofdredacteur van deze krant tot 2008. In 2007 werd hij gearresteerd na een aanklacht van oud-medewerkers van deze krant, tegen wie een onderzoek liep wegens fraude.  Hij is sinds 2009 directeur en hoofdredacteur van enkele onafhankelijke radiostations: Radio Dabanga en Radio Tamazuj. Daarnaast is Bijleveld internationaal programmadirecteur voor journalistieke ontwikkeling van de Nederlandse niet-gouvernementele organisatie Free Press Unlimited.
Bijleveld werd in oktober 2017 hoofdredacteur van het Friesch Dagblad, als opvolger van tijdelijk hoofdredacteur Anne Westerduin. Na drie maanden stapte hij daar echter weer op, nadat gebleken was dat hij inhoudelijk een heel andere koers wilde varen dan de redactie. In februari 2018 werd hij journalist bij de Leeuwarder Courant.

## Persoonlijk
Bijleveld is getrouwd met Tineke Talsma en samen hebben ze drie kinderen. Zijn broer Lieuwe Bijleveld is wethouder in de Friese gemeente Noardeast-Fryslân en lid van het CDA. Hij is de zwager van Ank Bijleveld, eveneens CDA-politicus en voormalig minister van Defensie.

## Trivia
- In 1995 en 1996 werd Bijleveld gepersifleerd in Deksel van de desk van Van Kooten en De Bie. Wim de Bie deed hem onder de naam 'Archibald Hogezand' na als presentator van een parlementaire rubriek, genaamd 'Deksel van Den Haag'.[9][10]